# Toledo (Illinois)
Toledo é uma vila localizada no estado americano de Illinois, no Condado de Cumberland.

## Demografia
Segundo o censo americano de 2000, a sua população era de 1166 habitantes.
Em 2006, foi estimada uma população de 1146, um decréscimo de 20 (-1.7%).

## Geografia
De acordo com o United States Census Bureau tem uma área de
2,1 km², dos quais 2,1 km² cobertos por terra e 0,0 km² cobertos por água. Toledo localiza-se a aproximadamente 182 m acima do nível do mar.

## Localidades na vizinhança
O diagrama seguinte representa as localidades num raio de 20 km ao redor de Toledo.